# Cheleutochroa elegans
Espèce
Cheleutochroa elegans est une espèce éteinte d'acritarches, des microfossiles à paroi organique auxquels il n'est pas possible d'attribuer une affinité biologique avec certitude.
L'espèce a d'abord été trouvée au niveau du trou de forage de Rapla en Estonie en 1991. Elle date de l'Ordovicien. Elle a aussi été identifiée dans la dépression centrale en Lituanie en 2001.